# Шибін (карст)
Шибін (施秉喀斯特) — карстові утворення в китайській провінції Гуйчжоу. Є частиною Південно-Китайського карсту, що входить до переліку Світової спадщини ЮНЕСКО. 23 червня 2014 року на 38 сесії у м.Доха (Катар) до нього додано й карст Шибін.

## Опис
Загальна площа становить 10.280 га (буферна зона — 18,015 га). Знаходиться в межах національного парку Уян, що в окрузі Шибін провінції Гуйчжоу. Є найвідомішим прикладом субтропічного карсту типу фенкун (скупчення піків). Складається з чисельних ущелин, хребтів та пагорбів, вкриті примітивними лісами на 70 %. Містить скупчення туфу та печери.

## Історія
Карст Шибін сформувався в результаті тривалої геоморфологічної та геологічної еволюції й природних географічних особливостей місцевості. Розпочалося утворення 570 млн років тому. Основу складають не розчиненні доломітні породи гірської системи Юньтай, які під впливом тропічного і субтропічного клімату та вивітрювання утворили карст відомий сьогодні як Шибін з його ущелинами, западинами та печерами. Утворенню цієї особливості сприяв тутешній доломіт, який є дрібнозернистим, тонким, сірим. Завдяки цьому легше піддавався вивітрюванню, створюючи порожнечі та пікі-фенкун. Також у процесі формування брали участь вапняк і гіпс.
Є важливим центром туризму, щорічно ці місцях відвідує близько 1 млн осіб. Водночас уряд КНР з 2008 року заохочує сільське населення задля збереження карстів та усього навколишнього середовища.